# ピンク・キャデラック
『ピンク・キャデラック』（Pink Cadillac）は、1989年製作のアメリカ映画。ワーナー・ブラザース配給。出演はクリント・イーストウッドやバーナデット・ピーターズなど。撮影はネバダ州とユタ州で行われた。

## あらすじ
トム・ノワックは保釈金支払いを請け負う会社の依頼で、保釈金を踏み倒して逃亡する被告を捕らえて検事局に引き渡すという仕事で生計を立てていた。ある日、トムは保釈金支払い会社のバディから、偽札所持で逮捕されたルー・アン・マッギンの逮捕を依頼される。トムは、彼女の夫ロイが狂信的人種差別集団の「純血団」の一員であり、純血団の犯罪に巻き込まれた彼女が口封じされる危険性があることを知り、依頼を断ろうとする。しかし、永年のパートナーであるバディの依頼を断り切れず、トムはルー・アンの姉夫婦の元に向かう。ルー・アンは、姉ダイナの元に預けていた息子に会うために姉の家を訪れるが、ダイナは家を空けるところであり、2日後に息子を引き渡すことを約束する。ルー・アンはロイのキャデラックに積んであった2万5,000ドル分の偽札を使いカジノで豪遊するが、そこにトムが現れ捕まってしまう。トムは早速、ルー・アンを検事局に連行しようとするが、彼女は偽札を警察に引き渡して罪を軽くしてもらおうと考える。
二人はホテルで一夜を明かし、ルー・アンは偽札を渡して豪華な朝食をとるが、トムはその紙幣が偽札ではなく本物の紙幣であることを告げ、純血団が大金を取り戻すために彼女を狙っていることを知る。驚くルー・アンを余所に、トムは検事局に急ごうとするが、「息子に会ってから自首したい」という言葉に押され、2日間の猶予を与える。トムは電話でバディを誤魔化して時間を作るが、彼から「空いた2日間で別の逃亡者を捕まえてこい」と依頼される。トムはルー・アンを連れてカジノに向かい、標的を捕まえようとするが、直前になってルー・アンが手順を無視して車ごと立ち去ってしまい、標的に逃げられてしまう。トムは標的を走って追いかけるが、そこにルー・アンが現れ標的をはねてしまう。大喜びするルー・アンだったが、標的は車を奪い逃走を図り、トムは車に飛び乗り逃亡を阻止し、車ごとカジノに突っ込んだ標的を捕まえる。
トムは廃車になった車の代わりにルー・アンのキャデラックを使用してダイナの家に向かうが、そこにはロイと純血団のウェイクロスが待ち構えていた。ウェイクロスは子供を人質に2万5,000ドルを奪い返そうとするが、隙を突いたトムに撃たれて重傷を負い、子供を連れたロイと共に逃走する。息子を奪われたルー・アンは泣き崩れ、トムは彼女の子供を取り返そうと決意する。一方、重傷を負ったウェイクロスは逃走中に死に、リーダーのアレックスはトムへの復讐を誓う。トムとルー・アンはキャデラックの中からロイの偽造証明証を発見し、製造者のリッキーZの元に向かい、純血団のアジトの情報を聞き出す。二人は近くのモーテルで一夜を過ごすが、その夜にリッキーZの家は純血団に襲撃され、二人が来たことがアレックスに知られてしまう。
モーテルを出た二人はキャデラックを洗車に向かうが、そこで純血団に待ち伏せされる。逃走に成功した二人はモーテルに戻り、アレックスに情報を流したフロントを脅してアレックスに連絡を取る。トムは現金と子供を交換することを持ち掛け、アレックスも承諾して交換場所に向かう。しかし、そこには子供の代わりに爆弾が置かれており、アレックスは現金を奪い逃走するが、トムが用意した袋には現金の代わりに紙束が入っていた。トムは変装して純血団に近付き警戒を解き、翌日ルー・アンを連れて純血団のアジトに向かう。途中の検問でロイと出くわすと、それまでの行いを反省した彼が味方に付き、トムとルー・アンはアジトに乗り込み子供を取り戻す。
トムはアレックスたちを引き付けている間にルー・アンを逃がそうとするが、彼女は純血団に捕まってしまい、トムも彼らに捕まってしまう。しかし、トムはルー・アンから受け取った拳銃でアレックスを人質にしてアジトから脱出する。激怒したアレックスは純血団のメンバーと合流して二人を追うが、彼らの車はキャデラックに振り切られた挙句、全ての車が横転して使い物にならなくなってしまう。無事に子供を取り戻した二人は、そのままキャデラックで検事局に向かう。

## 登場人物
トム・ノワック
演 - クリント・イーストウッド
追跡屋。独特の方法で犯罪者を検挙する。
ルー・アン
演 - バーナデット・ピーターズ
偽札所持で逮捕された女性。人情はあるが偽札と知ってお金を使おうとするなど、少々難がある。
ロイ
演 - ティモシー・カーハート
ルー・アンの夫。「純血団」の一員。容疑者としてマークされ、ピンクのキャデラックで逃走したが、そのトランクの中に大金があったことが大きな事件の発端となる。
ウェイクロス
演 - ジョン・デニス・ジョンストン
「純血団」の一員。アレックスの補佐。
アレックス
演 - マイケル・デ・バレス
「純血団」のリーダー。
バディ
演 - ジェリー・バンマン
トムの相棒。
リッキー・Z
演 - ジェフリー・ルイス
事件に使われたキャデラックの製造者。
ダイナ
演 - フランシス・フィッシャー
ルー・アンの姉。
ジェフ
演 - クリフ・ベミス
ダイナの夫。
ランディ・ベイツ
演 - ゲイリー・ハワード
保釈金を踏み倒して逃亡する被告。しかしトムにつかまる。
ジャック・バス
演 - ウェイン・ストーム
保釈金を踏み倒して逃亡する被告。しかしトムとルー・アンにより、つかまる。

## キャスト
| 役名                       | 俳優                         | 日本語吹き替え                                                                          | 日本語吹き替え             |
| 役名                       | 俳優                         | ソフト版                                                                                | TBS版                      |
| -------------------------- | ---------------------------- | --------------------------------------------------------------------------------------- | -------------------------- |
| トム・ノワック             | クリント・イーストウッド     | 山田康雄                                                                                | 山田康雄                   |
| ルー・アン                 | バーナデット・ピーターズ     | 安達忍                                                                                  | 横沢啓子                   |
| ロイ                       | ティモシー・カーハート       | 曽我部和恭                                                                              | 村山明                     |
| ウェイクロス               | ジョン・デニス・ジョンストン | 小林清志                                                                                | 田中康郎                   |
| アレックス                 | マイケル・デ・バレス         | 玄田哲章                                                                                | 内海賢二                   |
| ビリー                     | ジミー・F・スキャッグス      |                                                                                         | 仲木隆司                   |
| ダレル                     | ビル・モーズリー             |                                                                                         | 古田信幸                   |
| ケン・リー                 | マイケル・チャンピオン       |                                                                                         | 辻親八                     |
| バートン                   | ウィリアム・ヒッキー         | 納谷悟朗                                                                                | 清川元夢                   |
| リッキー・Z                | ジェフリー・ルイス           | 石丸博也                                                                                | 秋元羊介                   |
| バディ                     | ジェリー・バンマン           | 富田耕生                                                                                | 上田敏也                   |
| ジェフ                     | クリフ・ベミス               | 安西正弘                                                                                | 島香裕                     |
| ダイナ                     | フランシス・フィッシャー     |                                                                                         | 吉田理保子                 |
| 判事                       | ポール・ベンジャミン         |                                                                                         | 仲木隆司                   |
| 検事                       | トラビス・スウォーズ         |                                                                                         | 秋元羊介                   |
| 弁護士                     | リンダ・ホイ                 |                                                                                         | 市川千恵子                 |
| ランディ・ベイツ           | ゲイリー・ハワード           |                                                                                         | 島香裕                     |
| ジャック・バス             | ウェイン・ストーム           |                                                                                         | 田中康郎                   |
| モーテルのフロント         | ジェームズ・クロムウェル     | 八代駿                                                                                  | 清川元夢                   |
| バーテンダー               | ビル・マッキーニー           |                                                                                         | 幹本雄之                   |
| ラウンジのエンターテイナー | ジム・キャリー               | 林一夫                                                                                  |                            |
| 不明 その他                | N/A                          | 広瀬正志 石井隆夫 山崎哲也 牧野和子 筈見純 中山愛子 島美弥子 和田勝代 高宮俊介 荒川太郎 | 吉田美保 伊藤栄次 相沢正輝 |

- ソフト版 - 1990年3月発売の日本語吹替版VHSに初収録。
- TBS版 - 初回放送1992年7月8日『水曜ロードショー』

## スタッフ
- 監督: バディ・ヴァン・ホーン
- 製作総指揮: マイケル・グラスコフ（英語版）
- 製作: デビッド・バルデス（英語版）
- 脚本: ジョン・エスコウ（英語版）
- 撮影: ジャック・N・グリーン
- 音楽: スティーヴ・ドーフ

### 日本語版
| -        | ソフト版                                  | TBS版                | 機内上映版     |
| -------- | ----------------------------------------- | -------------------- | -------------- |
| 演出     | 石田勝心                                  | 春日正伸             | 吉田啓介       |
| 翻訳     | 中川千尋                                  | 入江敦子             |                |
| 翻訳監修 | 大野隆一                                  | N/A                  | N/A            |
| 調整     | 上村利秋                                  | 山田太平             |                |
| 効果     | N/A                                       | 三浦洋子             |                |
| 録音     | アバコ・クリエイティブ・スタジオ          |                      |                |
| 制作     | ワーナー・ホーム・ビデオ テアトル・エコー | ムービーテレビジョン | グロービジョン |

## 評価
レビュー・アグリゲーターのRotten Tomatoesでは21件のレビューで支持率は24%、平均点は4.20/10となった。Metacriticでは17件のレビューを基に加重平均値が47/100となった。
ニューヨーク・タイムズのカレン・ジェームズは1989年5月26日の記事で、「クリント・イーストウッドのこれまでのキャリアを振り返っても、『バード』のような野心作から『ダーティハリー』のような古典的なキャラクターまで様々な幅があるが、『ピンク・キャデラック』は、その最底辺に位置する。奇妙なアクションコメディ、ぎこちないカーチェイス、イーストウッドとバーナデット・ピーターズの魅力的なコンビネーションが描かれている」と批評している。ワシントン・ポストのハル・ハイソンは俳優の演技を称賛し、「バーナデット・ピーターズの活発な演技はイーストウッドを人間らしくし、素晴らしいチームを作っている」と批評した。